# Accidente en la mina de Atacama de 2006
El accidente en la mina de Atacama ocurrió el 20 de enero de 2006, a las 8:30 hora local, cuando se produjo una explosión en la mina de cobre subterránea Carola-Agustina, en Copiapó, Chile, después de que dos camiones chocaran, cubriendo la única vía de escape para los mineros dentro de la mina.
La explosión causó dos muertes y dos personas resultaron heridas. Adicionalmente, setenta mineros quedaron atrapados dentro de la mina. Los esfuerzos de rescate duraron siete horas, tras las cuales los setenta mineros atrapados fueron rescatados con vida.

## Efectos
Poco después de producirse la explosión, la mina cercana, «Punta de Cobre», construyó un túnel para permitir la evacuación en caso de emergencias.